# Fred Waller
Frederic Waller (Brooklyn, Nueva York, 1886 - Long Island, 18 de mayo de 1954) fue un inventor y fotógrafo estadounidense conocido especialmente por inventar el Cinerama, así como para la creación del Waller GunneryTrainer y por sus contribuciones a los efectos especiales cinematográficos llevadas a cabo mientras trabajaba en Paramount Pictures.

## Vida y obra

### Infancia y juventud
Los mundos de la fotografía y la invención formaban parte de la vida de Fred Waller desde que era un niño, dado que su abuelo fue conocido por diseñar una gran cantidad de inventos y su padre fue probablemente el primer fotógrafo comercial de la ciudad de Nueva York, realizando catálogos de fotografías para comerciantes.
Waller sufrió neumonía con tan sólo 14 años, por lo que se vio obligado a abandonar sus estudios y nunca más volvió a la escuela. A partir de entonces, el joven se convirtió en su propio profesor a base de leer libros y revistas técnicas que le ayudaron a formarse en el ámbito de la física y la mecánica. Waller empezó a trabajar para su padre en el estudio fotográfico, lo que propició que, poco tiempo después de iniciarse en el mundo de la fotografía, inventara una enorme máquina que desarrollaba, imprimía y secaba 1800 impresiones por hora. A partir de entonces, Waller puso en marcha la creación de numerosos inventos que fue desarrollando y perfeccionando a lo largo de su vida y que contribuyeron a convertirlo en una figura esencial en panorama cinematográfico.

### Madurez
Tiempo después de la creación de la máquina impresora, uno de los amigos de Fred Waller lo introdujo en el mundo del esquí acuático, y pronto el inventor se convirtió en un entusiasta de este deporte. Esto contribuyó a que en 1925, con 39 años, obtuviera la primera patente para el diseño de los esquís acuáticos.
En la década del 1930 (1933-1937), dirigió una serie de películas cortas para Paramount Studios en las que aprovechó para experimentar en el ámbito fotográfico y el de los efectos especiales. Fue precisamente durante este período cuando comenzó a utilizar ópticas gran angulares para conseguir efectos que producían una ligera sensación tridimensional. Waller, que mostraba especial interés hacia el mundo de los efectos especiales cinematográficos, se inició en el estudio de la vista y la percepción de estas ilusiones visuales gracias a las cuales los espectadores tenían la posibilidad de presenciar escenas que no podían ser obtenidas a partir de medios corrientes.
Más adelante, durante la Segunda Guerra Mundial, Waller inventó un simulador para entrenar artilleros aéreos conocido como Waller Gunnery Trainer. El simulador tenía la función de servir como práctica y a la vez como método de aprendizaje para la artillería aérea utilizada por las fuerzas armadas estadounidenses. El funcionamiento del invento era sencillo: consistía en una sala donde había una gran pantalla de forma esférica en la que cinco proyectores de película reproducían imágenes de ataques de aviones enemigos. En esta atmósfera tridimensional realista, los artilleros disponían de la posibilidad de experimentar de manera verosímil lo que suponía atacar y ser atacado.
Un tiempo más tarde, en 1952, creó el invento por el que ha recibido más fama de todos: el Cinerama. Antes de eso, sin embargo, Waller ya había llevado a cabo el desarrollo de lo que sería su antecesor. La creación de este primer prototipo, llamado Vitarama, se remonta a 1939, cuando con motivo de la World 's Fair (Feria Mundial) de Nueva York, el arquitecto Alexander Walker encargó al inventor que diseñara un tipo de técnicas de proyección que pudieran aplicarse a pantallas curvas. Años después, con la misma idea base que había utilizado para el desarrollo del Waller Gunnery Trainer y con los conocimientos previos obtenidos acerca de Vitarama, Fred Waller consiguió llevar a cabo la creación de Cinerama, el sistema fotográfico detrás del cual requería de tres cámaras de 35 mm que proyectaban imágenes sobre una amplia pantalla curva. El ingeniero Hazard Buzz Reeves aportó la inversión necesaria para que el proyecto saliera adelante y, finalmente, en 1952 fue posible proyectar en Nueva York la película This is Cinerama!, que introducía el nuevo sistema en los cines. Su impacto fue notorio: se trataba de un proceso cinematográfico revolucionario y nunca antes visto que cambió completamente el cine debido a la experiencia virtual tridimensional que ofrecía. El Cinerama sorprendió al público y sacudió la industria. Aun así, el nuevo formato de película ofrecido por Waller fue problemático desde un principio debido principalmente a sus elevados costes, y es por eso que terminó siendo reemplazado por los proyectores de 70mm.

## Premios
- Society of Motion Picture & Television Engineers Progress Medal (1953)[7]
- Academy of Motion Picture Arts and Sciences Scientific or Technical Award (1954)

## Patentes
- U.S. Patente 1,559,390: Aquaplan (archivado el 22 de agosto de 1925, emitido el 27 de octubre de 1925)

- U.S. Patente 2,125,365: Anemómetro (archivado el 29 de diciembre de 1936, emitido el 2 de agosto de 1938)

- U.S. Patente 2,164,791: Aparato de sonorización (archivado el 29 de mayo de 1937, emitido el 4 de julio de 1939)

- U.S. Patente 2,273,074: Pantalla para la proyección de imágenes (archivado el 14 de junio de 1938, emitido el 17 de febrero de 1942)

- U.S. Patente 2,445,982: Gunnery Training (archivado el 20 de mayo de 1944, emitido el 27 de julio de 1948)

- U.S. Patente 2,470,592: Control para los Gunnery Training (archivado el 20 de mayo de 1944, emitido el 17 de mayo de 1949)

- U.S. Patente 2,454,238: Aparatos de visualización iluminados eléctricamente (archivado el 26 de julio de 1944, emitido el 16 de noviembre de 1948)

- U.S. Patente 2,487,620: Desecadora (archivado el 8 de marzo de 1946, emitido el 8 de noviembre de 1949)

- U.S. Patente 2,503,083: Aparato para controlar visualizaciones de imágenes desde registros de sonido (archivado el 15 de febrero de 1947, emitido el 4 de abril de 1950)
- U.S. Patente 2,476,521: Pantalla de proyección de imágenes (archivado el 22 de septiembre de 1947, emitido el 19 de julio de 1949)
- U.S. Patente 2,664,780: Método de corrección fotográfica de imágenes de objetos (archivado el 4 de febrero de 1948, emitido el 5 de enero de 1954)
- U.S. Patente 2,583,030: Corrección paralela para cámaras Multilens (archivado el 9 de octubre de 1948, emitido el 22 de enero de 1952)
- U.S. Patente 2,563,893: Aparatos para sujetar y guiar una cadena de diapositivas para una visualización sucesiva (archivado el 17 de noviembre de 1948, emitido el 14 de agosto de 1951)
- U.S. Patente 2,682,722: Enlazado de diapositivas de linterna (archivado el 4 de diciembre de 1948, emitido el 6 de julio de 1954)
- U.S. Patente 2,664,781: Aparatos fotográficos para la corrección de negativos durante la impresión (archivado el 30 de septiembre de 1949, emitido el 5 de enero de 1954)
- U.S. Patente 2,705,439: Proyector de diapositivas con almacén inclinado y puerta de diapositivas (archivado el 20 de febrero de 1951, emitido el 5 de abril de 1955)